# Фріц Полек
Фріц Полек (нім. Fritz Poleck; 8 листопада 1905, Лісса — 27 листопада 1989, Мюнхен) — німецький офіцер, генерал-майор вермахту (9 травня 1945), оберст бундесверу (7 листопада 1957). Кавалер Німецького хреста в золоті.

## Біографія
З 10 листопада 1938 року служив в ОКВ. З 1 квітня 1941 по 15 квітня 1943 року — 1-й офіцер Генштабу 170-ї піхотної дивізії. З 21 травня 1943 року — квартирмейстер командного штабу вермахту. В кінці війни очолював групу ОКВ. 4 травня 1945 року підписав акт про капітуляцію німецьких військ в Західній Німеччині, Данії та Нідерландах.
В 1947 році звільнений з полону і пройшов комерційну підготовку, які завершив 30 вересня 1949 року. В жовтні 1950 року вступив в Організацію Гелена, в 1957 році — в бундесвер. Служив в Управлінні військових досліджень — кадровому управлінні для військовослужбовців-працівників БНД. 31 березня 1964 року вийшов у відставку.

## Нагороди
- Німецький Олімпійський знак 2-го класу (16 серпня 1936)
- Медаль «За вислугу років у Вермахті»
  - 4-го класу (4 роки; 2 жовтня 1936)
  - 3-го класу (12 років; 1 квітня 1937)
- Залізний хрест
  - 2-го класу (25 червня 1940)
  - 1-го класу (5 серпня 1941)
- Німецький хрест в золоті (12 березня 1942)
- Кримський щит (15 лютого 1943)
- Орден Зірки Румунії, офіцерський хрест (8 червня 1942)
- Орден Корони короля Звоніміра 1-го ступеня із зіркою та мечами (Незалежна Держава Хорватія; 28 вересня 1944)
- Орден «За заслуги перед Федеративною Республікою Німеччина», офіцерський хрест (24 лютого 1964)